# 麦穗
麦穗，即小麥、大麥、燕麥、裸麥等谷物的穗，在不同文化中有着不同的文化寓意。

## 文化寓意
在中国传统文化中常被作为丰收的象征，寓意五谷丰登。同时，“麦”、“卖”同音，“穗”、“岁”同音，麦穗还被赋予生意兴隆、岁岁平安等美好的寓意。
在基督教文化中，麦穗被认为是信仰和自我牺牲的隐喻。在罗马神话中，麦穗是丰收女神刻瑞斯的标志，代表着美满和健康。

## 麦穗珠宝
1804年，拿破仑初登帝位，设计师马利-艾蒂安·尼铎为皇后约瑟芬设计打造了一顶麦穗加冕皇冠。1811年，拿破仑的第二任皇后玛丽·路易丝曾委托尼铎制作150枝麦穗珠宝用来装扮长裙和头发。

## 硬币

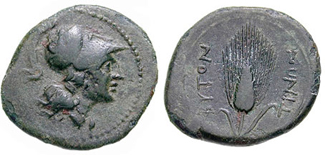
硬币上的麦穗
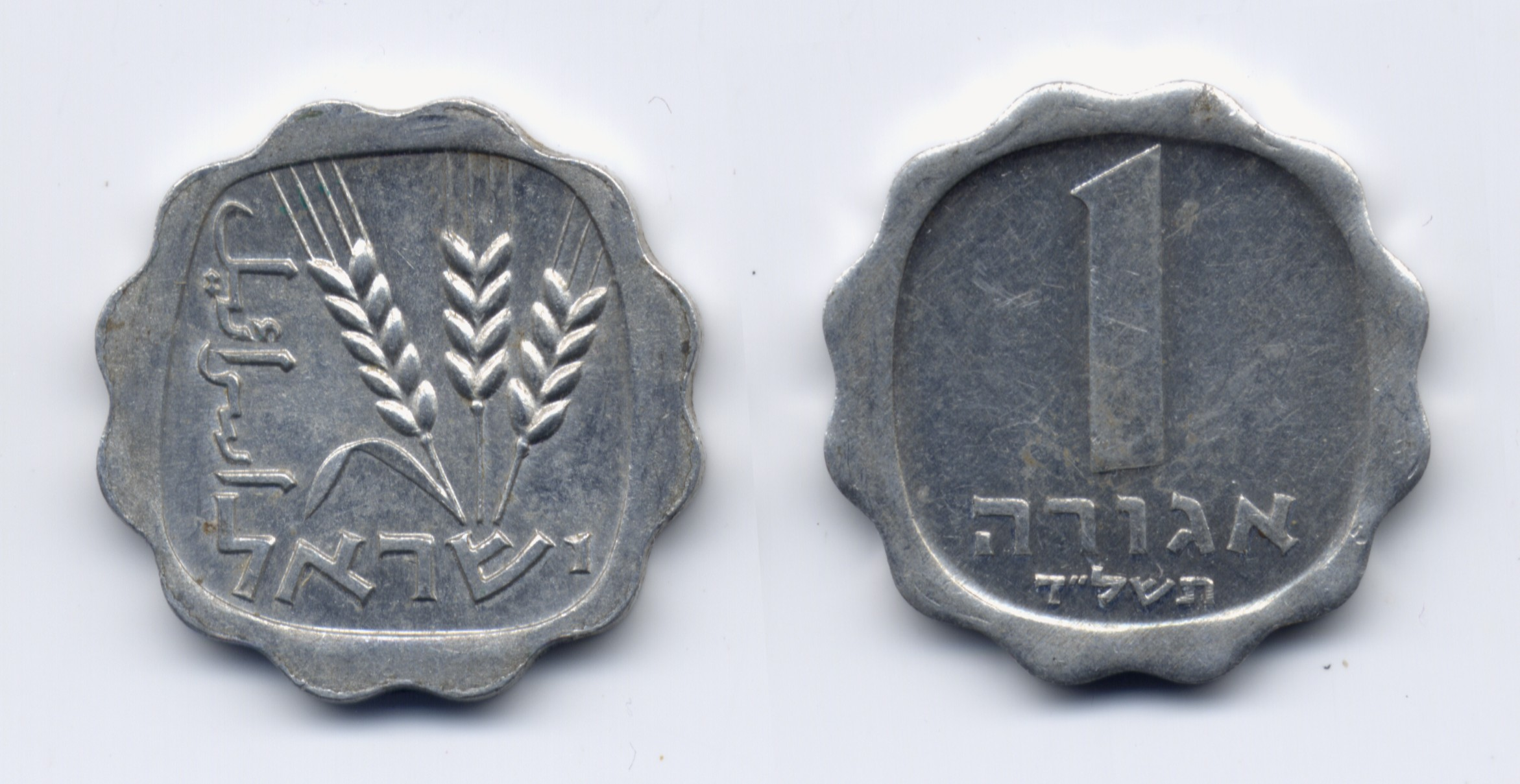
以色列1阿哥拉辅币

## 徽章

中华苏维埃共和国国徽